# Кочетовка (Харьковская область)
Кочетовка (укр. Кочетівка) — село в Лебяжском сельском совете Зачепиловского района Харьковской области Украины.
Код КОАТУУ — 6322281502. Население по переписи 2001 года составляет 475 (239/236 м/ж) человек.

## Географическое положение
Село Кочетовка находится на правом берегу реки Берестовая в месте впадения в неё реки Вшивая (левый приток), выше по течению в 2-х км расположено село Лебяжье, ниже по течению примыкает село Нагорное, на противоположном берегу — пгт Зачепиловка.
Рядом с селом находится железнодорожная станция Зачепиловка.

## История
- 1799 — дата основания.

## Экономика
- Свино-товарная ферма.
- Сельхозтехника.
- Свеклопункт со складами и железнодорожной веткой.
- Склад химических удобрений с железнодорожной веткой.
- Небольшой песчаный карьер.
- «Монолит», фермерское хозяйство.

## Достопримечательности
- 4 древних кургана[1].